# Joaquin López Becerra
Joaquin López Becerra Pérez (Huelva, Andalusia, 1824) fou un cantant espanyol. Cursà filosofia a Sevilla i ciències a Madrid. A instàncies de Saldoni es decidí a estudiar cant, a efectes del qual ingressà en el conservatori de la capital d'Espanya, on tingué per professor el citat Saldoni. En acabar la seva educació musical debutà en el teatre Circo de la mateixa capital, i després passà com a primer baix al de la Cruz. Després de diversos èxits per la península amb les òperes I Puritani, Don Pasquale, Ernani, etc. fou contractat per actuar en el teatre de La Scala de Milà, on hi donà 11 representacions el 1852, havent de rescindir el seu contracte a causa d'una revolució que esclatà en aquella ciutat, la qual ocasionà el tancament de tots els teatres. En José Valero, empresari de sarsuela, i que en aquella època s'inaugurava amb bons auspicis, li feu proposicions molt avantatjoses, i després de cantar a Sevilla passà altra volta al teatre Circo de Madrid, debutant amb Los diamantes de la corona, que Barbieri va escriure expressament per a López Becerra. El 1865 tornà a cantar òpera italiana.